# Paralephana ferox
Paralephana ferox là một loài bướm đêm trong họ Noctuidae.